# Кжишков'янка
Кжишков'янка (пол. Krzyszkowianka) — річка в Польщі, у Мисленицькому повіті Малопольського воєводства. Ліва притока Глогочувки, (басейн Балтійського моря).

## Опис
Довжина річки приблизно 9,60 км, найкоротша відстань між витоком і гирлом — 5,19  км, коефіцієнт звивистості річки — 1,85 . Формується безіменними струмками.

## Розташування
Бере початок на південно-західній околиці села Яворник. Спочатку тече переважно на північний схід через Кжишковіце і далі тече на північний захід. У селі Глогочув річка зливається з Сеправкою, утворюючи річку Глогочувку.

## Цікавий факт
- У селі Яворник річку перетинає автошлях  7 (Краків — Мислениці).